# ミックスベジタブル

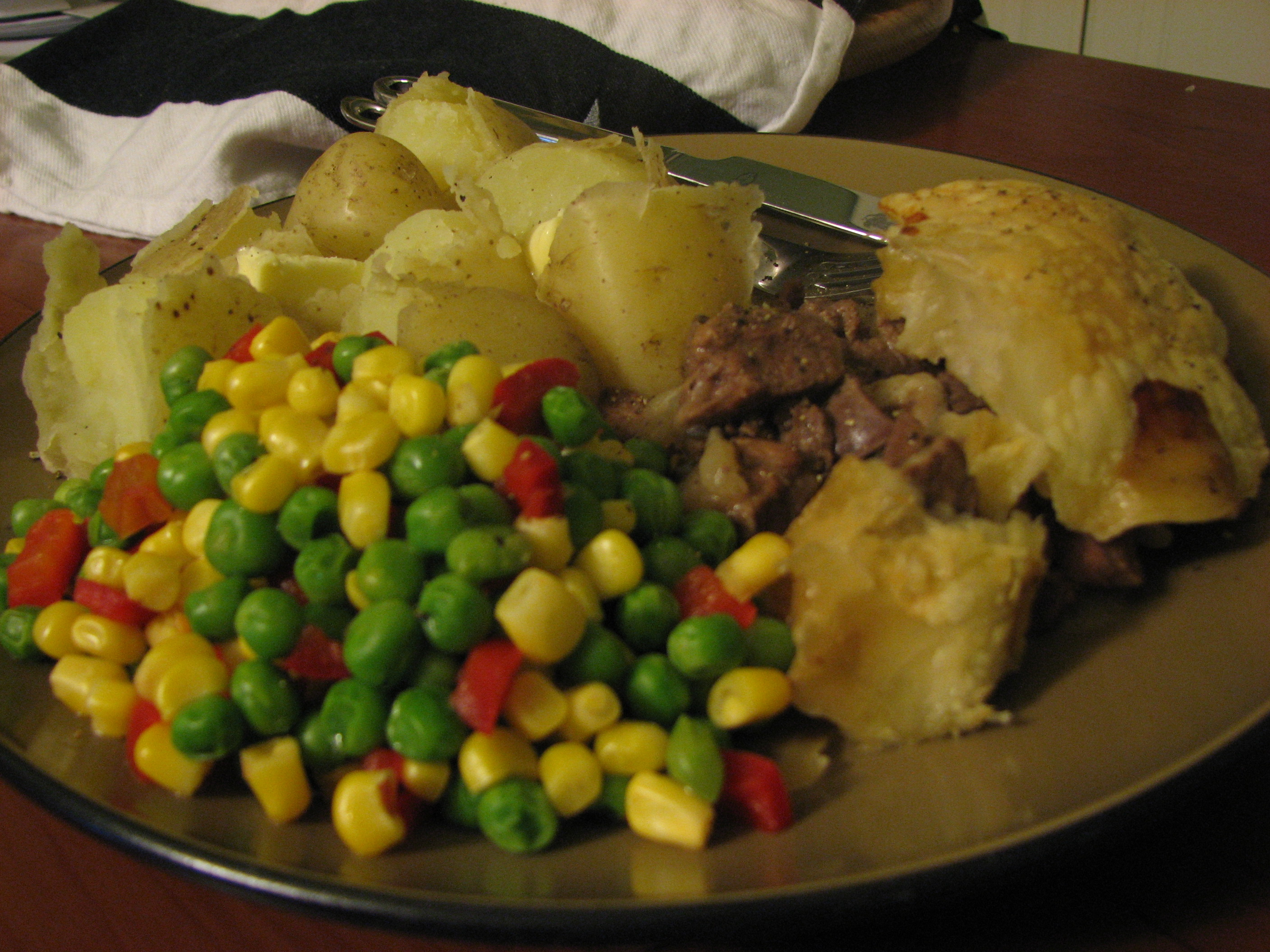
ミックスベジタブルを使用した料理

ミックスベジタブル (mixed vegetable) は、細切れにした複数種類の野菜を混ぜた食材。
日本では、その野菜を用いた冷凍食品を指す。略称は「ミックスベジ」。英語では、「frozen mixed vegetable」。
ここでは、冷凍食品について記述する。

## 概要
日本では、主に冷凍食品を指し、三色（赤・黄・緑）の野菜が使用される場合が多い。

## 使用野菜
主な使用野菜は、トウモロコシ（黄色）・ニンジン（赤色）・グリーンピース（緑色）。タマネギなどの野菜を追加するなど独自に商品開発される製品もある。
野菜の原産は、主に外国産（アメリカ・中国・タイなど）。近年、生産国偽装や野菜の農薬問題などが次々と発覚し、消費者の食の安全趣向が高まり、生産国の表記方法などの表示義務も変更された。特にトウモロコシでは、遺伝子組み換え作物ではないことがアピールされる。これらの問題により、国産野菜を使用した製品も製造された。この場合、コストの関係により、グリーンピースをインゲンマメに切り替える製品もある。

## 製品特徴
野菜（以下のもの）は、加熱され、急速冷凍された後、製品化となる。
- トウモロコシは、剥かれ粒の状態。ニンジンは、約5 - 10mm角に角切り（ダイスキャロットと呼ばれる）。グリーンピースは、鞘から剥かれた状態。
- インゲンマメは、鞘のままぶつ切り。タマネギは、約5 - 10mm角に角切り。